# Dragan Pechmalbec
Dragan Pechmalbec (Cahors, 1996. január 5. –) francia-szerb kézilabdázó. A Telekom Veszprém KC játékosa.

## Pályafutása
Pechmalbec Franciaországban született, és ott is nőtt fel. Édesapja francia, édesanyja szerb származású. 15 éves koráig labdarúgónak készült, a Stade Rennais FC utánpótláscsapataiban járszott, de miután nem volt elég jó a profi focista karrierhez, kézilabdára váltott. Kezdetben új sportágában nem a tehetségével, hanem munkabírásával, elszántságával tűnt ki társai közül. 2016-ban igazolta le a francia első osztályú HBC Nantes. 2017-ben francia kupagyőztes lett. 2018-ban csapatával bejutott a Bajnokok Ligája döntőjébe, ahol a szintén francia Montpellier Handballtól vereséget szenvedtek. Egyéni szempontból legeredményesebb BL-szezonja a 2020–2021-es volt, amikor csapata második legeredményesebb játékosa lett 61 góllal, és ismét eljutott a Final Fourba, ahol végül a negyedik helyet szerezték meg.
2022-ben igazolt a Telekom Veszprém KC csapatához és 2023-ban egyből magyar bajnok és kupagyőztes lett.
Pechmalbec 2018-ban bemutatkozott a francia válogatottban. A francia csapatban azonban posztján több kiváló játékos is számításba vehető volt, ezért 2021-ben a szerb válogatott meghívását elfogadta. Első világversenyén, a 2022-es Európa-bajnokságon a 14. helyen végzett csapatával. A 2023-as világbajnokságon 6 mérkőzésen 16 gólt szerzett, csapatával a középdöntőben esett ki, végül 11. helyen végzett.

## Sikerei, díjai
- EHF-bajnokok ligája döntős: 2018
- Francia kupagyőztes: 2017
- Magyar bajnok: 2023, 2024, 2025
- Magyar kézilabdakupa győztese: 2023, 2024